# Anaxipha marginipennis
Anaxipha marginipennis är en insektsart som beskrevs av Lucien Chopard 1954. Anaxipha marginipennis ingår i släktet Anaxipha och familjen syrsor. Inga underarter finns listade i Catalogue of Life.